# Loreta Asanavičiūtė

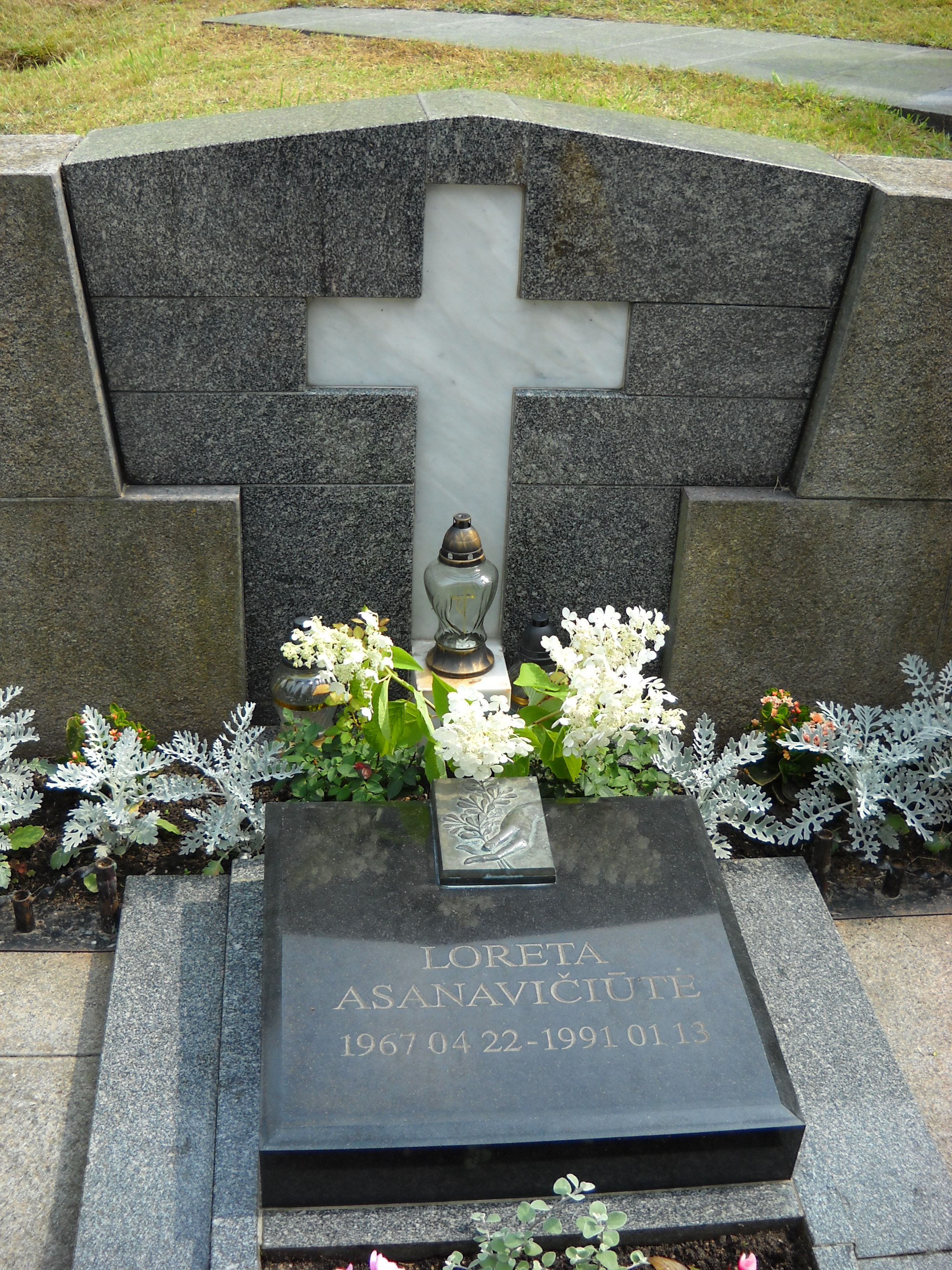
Loreta Asanavičiūtės Grab auf dem Friedhof Antakalnis

Loreta Asanavičiūtė (* 22. April 1967 in Vilnius; † 13. Januar 1991 ebenda) war das einzige weibliche Todesopfer der blutigen Ereignisse im Rahmen der Januarereignisse in Litauen 1991 am Fernsehturm Vilnius. Bürger Litauens setzten sich hierbei für die Freiheit und Unabhängigkeit ihres Landes ein.

## Leben
Nach ihrer Schulausbildung an der 41. Sekundarschule Vilnius in Karoliniškės arbeitete Loreta Asanavičiūtė als Näherin beim Kombinat Dovana. In Abendkursen holte sie das Abitur nach und erwarb am Vilniaus finansų ir kredito technikumas einen Abschluss als Buchhalterin. Sie war Mitglied mehrerer Volksmusik-Ensembles und engagierte sich für die Wiederlangung der Unabhängigkeit ihres Landes in der Reformbewegung Sąjūdis.
Am 13. Januar 1991 unternahmen sowjetische Einheiten der OMON den Versuch, die Macht in Litauen gewaltsam zu übernehmen, und griffen zu diesem Zweck den Fernsehturm an. Eine Menschenkette stellte sich den Panzern entgegen, die den Fernsehturm stürmen wollten. Die Panzer stoppten nicht vor den Menschen, sodass Loreta Asanavičiūtė überrollt wurde. Schwer verletzt kam sie in das Krankenhaus Rotes Kreuz. Vor der Operation sprach sie noch mit einem Arzt, wobei das Gespräch von einem Kamerateam aufgezeichnet wurde. Wenig später starb sie im Krankenhaus.
Loretas Schwester und ihre Mutter nahmen ebenfalls am Widerstand gegen die Besetzung des Fernsehturms teil. Vier der 14 Menschen, die bei den Januarereignissen starben, wurden bei der Besetzung des Fernsehturms getötet; sie wurden von Panzern überrollt. Zahlreiche Menschen wurden verletzt.

## Ehrungen
Wie die anderen Opfer des 13. Januar 1991 wurde Loreta Asanavičiūtė in einem Ehrengrab auf dem Friedhof Antakalnis in Vilnius beigesetzt. Posthum wurde ihr der Orden des Vytis-Kreuzes Erster Klasse verliehen. Denkmäler und Gedenkstätten in zahlreichen litauischen Städten erinnern an sie; Straßen wurden nach ihr benannt, unter anderem die Straße vor der elterlichen Wohnung in den Plattenbausiedlungen in Karoliniškės beim Vilniusser Fernsehturm.